# Castello di Framlingham
Il castello di Framlingham sorge nei pressi dell'omonima cittadina del Suffolk. La costruzione originaria doveva essere un Motte e bailey costruito dai Normanni attorno al 1148 e poi distrutto da Enrico II d'Inghilterra dopo la Rivolta del 1173-1174. Venne quindi ricostruito da Roger Bigod, I conte di Norfolk (morto nel 1107) e, a differenza dei costumi dell'epoca, non venne costruito con un Maschio (architettura) centrale, ma con un Muro di cortina per difendere il centro del castello. A dispetto di tali misure esso venne nuovamente conquistato nel 1216 ad opera di Giovanni d'Inghilterra e a partire dalla fine del XIII secolo Framlingham divenne una dimora lussuosa circondata da un grosso parco usato per la caccia.
Nel corso del XV e XVI secolo esso venne usato dalle famiglie Howard e Mowbray, due laghetti artificiali vennero costruiti nei pressi, vennero aggiunti altri giardini e costruite altre parti, convertendo quelle vecchie in ali per gli ospiti. Con così tanta gente da mantenere, fra abitanti e servitori, cibo ed altri beni, anche di lusso, vennero fatti arrivare da tutta l'Inghilterra.
Alla metà del XVII secolo l'ultimo proprietario Theophilus Howard, II conte di Suffolk (13 agosto 1584-3 giugno 1640) cadde in gravi dissesti finanziari e il castello seguì la sua sorte venendo venduto a Robert Hitcham (morto nel 1636) nel 1635.
Dopo la sua morte esso venne venduto al Pembroke College (Cambridge) e alcune parti furono abbattute perché potesse essere trasformato in un alloggio per i poveri, tale uso venne mantenuto fino al 1839. Durante la seconda guerra mondiale l'esercito britannico lo usò come base in vista di una possibile invasione nazista. Attualmente è sotto la custodia dell'English Heritage ed è visitabile.

## I Bigod
La popolazione di Framlingham nel Suffolk crebbe rapidamente dopo la Conquista normanna dell'Inghilterra arrivando a raccogliere circa 600 anime trasformandosi da gruppo di case a villaggio e pian piano divenne un centro piuttosto importante. Framlingham ricadeva sotto la giurisdizione di Ugo d'Avranches che a sua volta lo diede a Roger Bigod, I conte di Norfolk allorché questi ricevette la carica di sceriffo del Suffolk e del Norfolk. Il nucleo originario del castello doveva essere un Motte e bailey, nella metà settentrionale del cortile interno della costruzione attuale.
Il primo dato storico certo risale al 1148, tuttavia vi sono diverse ipotesi, la prima lo vuole costruito da Roger Bigod sul modello di un castello che la famiglia aveva presso Eye (Suffolk), la seconda lo vuole costruito da suo figlio Hugh Bigod, I conte di Norfolk ai tempi dell'Anarchia (storia inglese) là dove già sorgeva un antico Maniero sullo stile di uno che i Bigod avevano a Bungay. La terza ipotesi vuole che vi fossero due castelli originali, il più antico costruito nel tardo XI secolo e demolito nel 1160 da Hugh per far posto ad un solo edificio più grande. Alcuni storici sostengono che sul sito poteva esistere un castello degli Anglo-sassoni e per l'epoca era piuttosto comune il riutilizzo di strutture preesistenti.
In ogni caso nel XII secolo i Bigod dominavano il Suffolk, detenevano il titolo di Conti di Norfolk ed oltre al castello di Farmlingham possedevano anche quelli di Bungay, Clevedon e Thetford. Attorno al 1160 si cominciò la costruzione di mura di pietra vere e proprie ed in quel periodo si segnarono molte tensioni fra i Bigod e la corona. Durante il periodo dell'Anarchia Hugh Bigod era stato fra i baroni che quando Stefano I d'Inghilterra era stato catturato si era prontamente schierato contro di lui e in tutto quel periodo cambiò bandiera diverse volte. Quando alla fine al trono salì Enrico II d'Inghilterra, figlio di Matilde d'Inghilterra (1102-1167) unica figlia legittima di Enrico I d'Inghilterra, cercò di ristabilire nel regno e anche nel Suffolk il potere regio. Questo significò che i castelli dei Bigod vennero confiscati dalla corona nel 1157 e solo nel 1166 riebbero quello di Framlingham e Bungay dietro il pagamento di 666£.
Hugh si unì poi alla Rivolta del 1173-1174 organizzata da alcuni dei figli di Enrico, Enrico il giovane, Riccardo e Goffredo, il tentativo di spodestare il re fu vano ed egli in risposta ordinò che i castelli dei Bigod fossero distrutti, tutte le fortificazioni vennero distrutte, anche se è probabile che le costruzioni interne siano state solo puntellate.
Il figlio di Hugh, Roger Bigod II conte di Norfolk (fra il 1144 e il 1150-1221) non ebbe mai il favore di Enrico che all'inizio gli negò sia le proprietà che il titolo. Solo nel 1189 con la salita al trono di Riccardo I d'Inghilterra Roger rientrò nelle grazie di un sovrano, le proprietà gli vennero restituite insieme al contado e il castello di Framlingham venne ricostruito e completato nel 1213, mancava il Maschio (architettura) centrale com'era d'uso allora e al suo posto venne costruito un Muro di cortina. Vennero realizzate anche delle postazioni di guardia date in mano ai baroni locali che ricevevano delle terre in cambio della protezione del feudo.

## Da residenza di lusso a prigione
Nel 1215 scoppiò la Prima guerra dei baroni che vedeva i nobili contrapposti al re Giovanni d'Inghilterra, Roger aderì al partito dei rivoltosi avendo avuto modo di questionare con lui circa le sue richieste sulla quantità di uomini che voleva fossero arruolati.
Le truppe regie si misero in marcia e circondarono le terre intorno al castello il 12 marzo ed il re arrivò il giorno seguente, ed il 14 venne inviato un messaggio a Roger che, forse ricordandosi di quanto era avvenuto al Castello di Rochester (che era finito in mano alla corona), acconsentì a che la sua guarnigione si arrendesse senza combattere, da lì i soldati marciarono verso l'Essex. Framilingham rimase quindi in mano ai Bigod e dopo che gli ebbe succeduto suo figlio Ugo Bigod, III conte di Norfolk il castello andò in mano a suo nipote Roger Bigod, IV conte di Norfolk (1209circa-1270).
Attorno al 1270 venne costruito un grosso parco usato per la caccia e benché le prime menzioni risalgano a quel periodo può darsi che sia stato realizzato anche prima di quella data. Il parco si estendeva per circa 243 ettari e 3 km di lunghezza a nord del castello e venne aggiunto anche un sistema di argini e fossi, comune in Inghilterra, ma non nel Suffolk, perché gli animali potessero entrarvi facilmente, ma non lasciarlo con altrettanta facilità. Venne anche realizzato un casino di caccia e più tardi attorno ad esso venne posto un piccolo giardino. All'epoca però tali parchi non venivano usati solo a scopo ricreativo, tanto che nel 1385 vennero costruite al suo interno delle carbonaie. Quattro altri piccoli parchi vennero costituiti in zone adiacenti al castello per ampliare il territorio di caccia.
Quando nel 1270 Framlingham andò a Roger Bigod, V conte di Norfolk (circa 1245-prima del 6 dicembre 1306) vennero apportate altre migliorie che lo resero ancora più lussuoso. Benché i Bigod fossero ancora molto ricchi ora avevano la possibilità di farsi prestare del denaro dagli ebrei che erano giunti a Bungay e dopo la loro espulsioni arrivarono i mercanti italiani e prima che il secolo finisse Roger era pesantemente indebitato con Edoardo I d'Inghilterra. Quel che ne venne fu che Roger guidò la rivolta dei baroni contro il re che voleva imporre nuove tasse per finanziare le proprie guerre in Francia. Edoardo assediò il castello e per porvi fine Roger dovette assicurare che alla sua morte esso sarebbe andato alla corona, cosa che puntualmente avvenne.
Framlingham venne quindi convertita in una prigione costruita probabilmente nell'angolo nord-occidentale del Cortile Basso, lì vennero detenuto sia dei Bracconieri, che, a partire dal XV secolo dei comuni dissidenti religiosi inclusi i seguaci dei Lollardi.

## Ancora una dimora lussuosa
Edoardo II d'Inghilterra donò il castello al fratello Tommaso, nuovo conte di Norfolk. A quel tempo il castello era solo parzialmente arredato e non è chiaro se fosse perché fosse usato solo in alcune delle sue parti o perché gli arredi e tutte le altre suppellettili viaggiassero di castello in castello al seguito del padrone. In ogni caso Framlingham continuava a prosperare e alla morte di Tommaso nel 1338 e alla sua morte andò alla moglie Mary e nel 1362 passò alla famiglia de Ufford.
William de Ufford, II conte di Suffolk tenne il castello durante la Rivolta dei contadini del 1381 giacché buona parte di essa si tenne nelle vicinanze e da lui il castello finì nelle mani di Thomas de Mowbray, I Duca di Norfolk (22 marzo 1366-22 settembre 1399) e la famiglia lo usò come centro del proprio potere per tutto il XV secolo.
All'epoca entro le mura di Framlingham vivevano 83 persone e questo gli permetteva di giocare un ruolo importante nell'economia della regione, grandi quantità di cibo e bevande venivano acquistate per provvedere agli abitanti e nel corso del XIV secolo vennero importati beni di lusso anche da più lontano, vino dalla Francia, selvaggina dal Northamptonshire e spezie dall'Estremo Oriente dopo che erano passate per Londra e il sale venne procurato ad una famosa fiera che si teneva presso Cambridge. Tutte queste spese venivano sostenute grazie al lavoro costante dei molti servi della gleba che lavoravano nelle terre di pertinenza del castello. Lì, già dal XII secolo, esisteva un Vigneto, ma nel corso del XIV secolo venne costruito un forno ed un mulino.
Due grandi laghi artificiali vennero realizzati tramite lo sbarramento di un ruscello, uno di essi è ancora visibile ed in origine era più piccolo, perché di origine naturale, ma lo sbarramento lo aveva ingrandito tanto che vi si era potuto costruire, su un'isola, una Torre colombaia. I laghi vennero costruiti perché vi si potesse pescare, navigare, ma anche per la loro bellezza estetica, ed i primi documenti sulla loro esistenza risalgono al 1380. Altri vogliono che siano originari della prima metà del XIV secolo, l'età in cui venne costruito il Cortile Basso ed altri ancora che siano stati gli Howard a costruirli nel XV secolo nel corso dei loro lavori di modernizzazione.

## I Tudor
Nel 1476 il castello andò a John Howard, I duca di Norfolk e fu lui probabilmente a iniziare le migliorie che andarono avanti per buona parte del Periodo Tudor. Furono realizzati eleganti lavori in Mattone, aggiunti camini ornamentali, i merli furono ridotti per dare una maggiore impressione di possanza alle mura e ovviamente sul cancello d'ingresso furono installate le insegne degli Howard. La Grande Camera risale probabilmente a questo periodo e venne costruita in modo che attraversasse il Cortile Interno così da collegare la Great Hall con la cappella e le sale del lato est del castello ed entro il 1524 si potevano contare entro le mura dell'edificio circa 29 stanze diverse. Il ponte levatoio venne rimpiazzato con uno in muratura, che esiste ancora, in una data compresa fra il 1524 e il 1547. Un altro grande giardino venne costruito nei pressi del Cortile Basso con diversi stagni ornamentali, sentieri, alberi da frutto, fontane ed erbari attorno al XVI secolo. Un altro giardino ornamentale venne fatto dentro la Corte e venne costruito un secondo ponte che oltrapassava il fossato permettendo l'accesso diretto per la Corte Interna. La torre adibita a prigione fu rivisitata e divenne una galleria entro la quale, passando, si potevano vedere i nuovi giardini sottostanti.
In quei secoli si andava combattendo la Guerra delle due rose che per molto tempo vide contrapposti gli York e i Lancaster che si battevano per il controllo del trono. John Howard era uno Yorkista e venne ucciso insieme a Riccardo III d'Inghilterra nella Battaglia di Bosworth Field che vide la consegna della corona al giovane Enrico Tudor nel 1485. L'erede di John, suo figlio Thomas Howard, II duca di Norfolk, si vede confiscate le proprietà, i titoli ed i propri diritti ereditari e venne spedito alla Torre di Londra.
Enrico consegnò Framlingham a John de Vere, XV conte di Oxford e solo dopo che Thomas si fu distinto alla Battaglia di Flodden del 1513 poté tornare nelle grazie del re Enrico VIII d'Inghilterra. Thomas tornò a vivere a Framlingham passandovi molto tempo e dedicandosi ad abbellirlo ancora di più con gli ori e le argenterie che aveva ottenuto dagli assedi che erano seguiti alla vittoria a Flodden. Il castello fu adornato con arazzi, velluti, metalli preziosi e lussuosa biancheria, entro le mura furono ammucchiate circa 100 armature complete e più di 30 cavalli erano ricoverati nelle stalle.
Il suo erede, Thomas Howard, III duca di Norfolk, visse poco a Framlingham preferendo stare a Stoke-by-Nayland prima e a Kenninghall dopo. Nel 1547 Thomas vide i suoi beni requisiti poiché aveva appoggiato la candidatura di Maria, la figlia maggiore del re, per la successione e la sua esecuzione fu evitata solo perché il re morì il giorno stesso in cui egli doveva essere ucciso e il nuovo sovrano Edoardo VI d'Inghilterra ne commutò la pena in reclusione. Il sovrano decise di donare Framlingham proprio alla sorellastra Maria e fu lì che la principessa nel 1553, alla morte di Edoardo, mise insieme abbastanza uomini per poter marciare su Londra prendersi il trono e scacciare Jane Grey cugina del re che egli aveva designato quale sua erede. Per la lealtà che gli aveva precedentemente dimostrato Maria fece rilasciare Thomas che morì poco dopo nell'estate del 1554. Quando poi suo nipote Thomas Howard, IV duca di Norfolk venne condannato a morte nel 1572 per volere di Elisabetta I d'Inghilterra il castello finì nelle mani della corona.
Già del periodo in cui vi era vissuta Maria il castello aveva subito ben poche opere di manutenzione e il suo declino fu rapido, il Parco usato per la caccia si inselvatichì per la mancanza di cure attorno al 1580. Quando furono approvate severe leggi sui cattolici Framlingham divenne di nuovo una prigione che accolse, cattolici, preti e Recusant nel 1600 ce n'erano circa 40.

## La lenta demolizione
Nel 1613 re Giacomo I d'Inghilterra ridiede il castello al figlio dello sfortunato Thomas, Thomas Howard, I conte di Suffolk, esso però versava in condizioni tali che egli preferì vivere a Audley End House. Suo figlio Theophilus Howard, II conte di Suffolk (13 agosto 1584-3 giugno 1640) cadde in gravi ambasce economiche e fu costretto a vendere sia gli edifici che il Parco a Robert Hitcham (morto 1636) nel 1635 insieme ad altre terre della famiglia. Il Parco venne smembrato e diviso in proprietà più piccole e quando Hitcham morì l'anno seguente lasciò tutto quanto al Pembroke College (Cambridge) con la clausola che gli interni venissero demoliti e vi fosse costruito qualcosa che potesse ospitare una casa per i poveri che avrebbe funzionato secondo i dettami della Poor Law di recente approvazione.
Con il crollo del potere degli Howard il Suffolk andò sotto il controllo di una piccola oligarchia di gentry protestanti e durante la Guerra civile inglese del XVII non giocò un ruolo di grande rilevanza e questo salvò Framlingham dalla distruzione, cosa che non avvenne per parecchi altri castelli inglesi. Intanto l'attuazione delle volontà di Hitcham si erano arenate negli scogli della burocrazia e i lavori non ebbero inizio che nel tardo decennio del 1650 e gli interni cominciarono ad essere demoliti.
La prima casa per i poveri, detta Red House, sorse là dove una volta c'era il Cortile Interno ed ospitava le famiglie povere, tuttavia essa non dimostrò di funzionare adeguatamente per la malaccorta gestione dei fondi ad essa destinati e venne quindi chiusa e trasformata in un Pub. In quegli anni cessò anche la manutenzione dei laghetti che pian piano furono riconvertiti in prato. Nel 1699 vi fu un altro tentativo di costruire una casa per i poveri e a questo scopo fu distrutta la Grande Camera, anche questa però fallì, un terzo tentativo venne fatto nel 1729 e questa volta a cadere fu la Great Hall, tuttavia l'Opposizione alla Poor Law crebbe sempre di più e nel 1834 fu approvata la Poor Law (1834) che riformava il sistema preesistente, la casa di Framligham venne chiusa nel 1839 e gli abitanti furono trasferiti alla Workhouse di Wickham Market.
Il castello continuò ad essere usato per scopi diversi, già durante l'epidemia di Peste del 1666 era servito come luogo di Quarantena per i pazienti infetti e durante le Guerre Napoleoniche era stato usato per immagazzinare gli equipaggiamenti e le provviste dei volontari locali. Dopo la chiusura della casa per i poveri fu usato per le esercitazioni militari, come sede della corte locale e persino come prigione e come luogo in cui si metteva la gente alla Gogna.
Quando scoppiò la seconda guerra mondiale fu costruito un Bunker che veniva usato come base per fronteggiare un'eventuale invasione nazista del paese, attualmente invece appartiene all'English Heritage ed è aperto al pubblico.